# Sphecodosoma pratti
Sphecodosoma pratti là một loài Hymenoptera trong họ Halictidae. Loài này được Crawford mô tả khoa học năm 1907.